# The Essential Jimi Hendrix Volume Two
The Essential Jimi Hendrix Volume Two jest wydaną pośmiertnie kompilacją piosenek Jimiego Hendriksa, będącą uzupełnieniem wydanej w 1978 płyty The Essential Jimi Hendrix.

## Lista utworów
Autorem wszystkich utworów, chyba że zaznaczono inaczej jest Jimi Hendrix.
| Strona A | Strona A              | Strona A |
| Nr       | Tytuł utworu          | Długość  |
| -------- | --------------------- | -------- |
| 1.       | „Hey Joe” (Roberts)   | 3:25     |
| 2.       | „Fire”                | 2:41     |
| 3.       | „Foxy Lady”           | 3:15     |
| 4.       | „The Wind Cries Mary” | 3:15     |
| 5.       | „I Don’t Live Today”  | 3:49     |
| 6.       | „Crosstown Traffic”   | 2:17     |
|          |                       | 18:42    |

| Strona B | Strona B                             | Strona B |
| Nr       | Tytuł utworu                         | Długość  |
| -------- | ------------------------------------ | -------- |
| 1.       | „Wild Thing” (Taylor)                | 6:44     |
| 2.       | „Machine Gun”                        | 12:09    |
| 3.       | „Star Spangled Banner” (Traditional) | 3:45     |
|          |                                      | 22:38    |

## Artyści nagrywający płytę
- Jimi Hendrix – gitara, śpiew
- Mitch Mitchell – perkusja
- Noel Redding – gitara basowa
- Buddy Miles – perkusja – B2
- Billy Cox – gitara basowa – B2